# Carl Peter Matthias Lüdemann

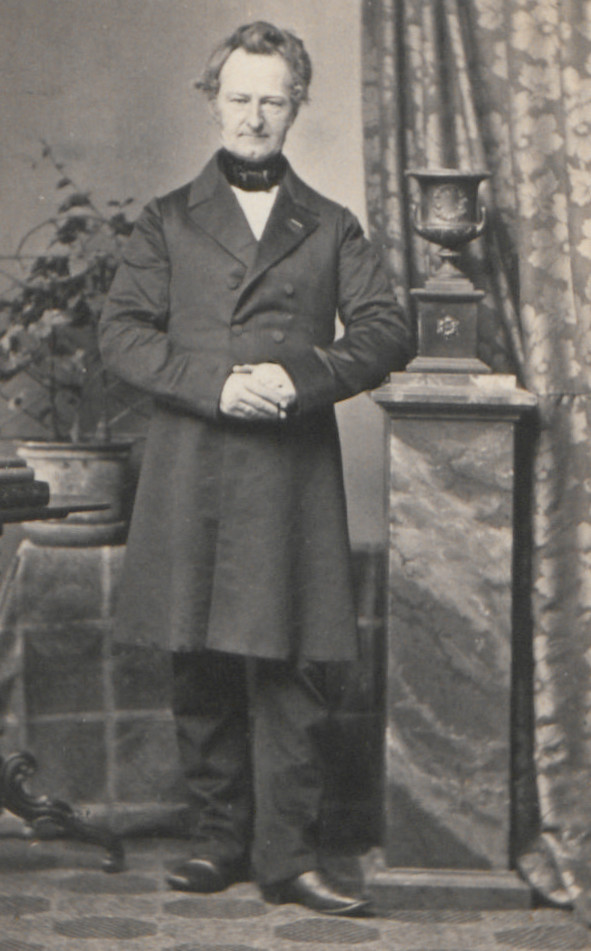
Carl Peter Matthias Lüdemann, Fotografie von Johann Martin Graack, 1861

Carl Peter Mat(t)hias Lüdemann (* 6. Juli 1805 in Kiel; † 17. Februar 1889 ebenda) war ein deutscher Theologe und Hochschullehrer. 

## Leben
Carl Peter Matthias Lüdemann war ein Sohn von Lorenz Lüdemann (* 1770) aus Poppenbüll und dessen Ehefrau Catharina M., geborene Soll (* 1785) aus Kiel. Er besuchte die Kieler Gelehrtenschule und studierte danach Theologie an der Kieler Universität. 1828 erhielt er in Kiel eine Stelle als Adjunkt. Nach der Promotion zum Dr. phil 1834 arbeitete er ab 1835 als Privatdozent. Außerdem predigte er von 1834 bis 1868 an der Kieler Heiligengeistkirche und wirkte als Garnisonsprediger. 1839 erhielt er einen Ruf als Direktor und außerordentlicher Professor am Homiletischen Seminar. 1841 wurde er zum ordentlichen Professor und Doktor der Theologie ernannt.
Lüdemann war verheiratet mit der als Tochter eines Rechtsanwalts in Tondern geborenen Elisabeth Ernestine Broekel (1809–1873), einer älteren Schwester der Kieler Schulleiterin und Romanautorin Johanna Antonie Broekel. Sein Bruder, der Eutiner Pastor Georg Johann Friedrich Lüdemann, war mit ihrer Schwester Johanna Dorothea Friederike verheiratet.
Das Ehepaar hatte zwei Söhne und zwei Töchter, darunter den Berner Theologieprofessor Hermann Lüdemann (1842–1933) und Charlotte Sophia Bertha (1840–1914), die an der Schule ihrer Tante unterrichtete und als Lyrikerin Gedichte verfasste, die in drei Sammlungen erschienen. Diese trugen die Titel Aus der Stille (1906), Haus und Heimat (1908) und Nehmen und Geben (1911). Sie wurden in der Heimat und weiteren Zeitschriften abgedruckt.

## Wirken als Theologe
Als Prediger beschäftigte sich Lüdemann mit der Homiletik und sah in der Verbindung von Wissenschaft und Praxis eine „belebendste Einwirkung“. Hierzu verfasste er Die sittlichen Motive des Christentums (1841), Das Wesen des protestantischen Cultus (1846) und Die Heiligtümer der Menschheit (1873). Darin ist zu erkennen, dass Lüdemann streng geschlossen und auf das Prinzipielle fokussiert dachte. Dabei hob er das Ethische im Christentum sehr hervor. Bei dem letzten Werk aus dem Jahr 1873 handelt es sich um ein in jambischen Versen gehaltenes Lehrgedicht, in dem er seine gesamte Theologie, Dogmatik und Ethik beschrieb. Zusammen mit Carl Nicolaus Kähler gab Lüdemann 1848 die Kirchliche Vierteljahrs-Schrift heraus, von der allerdings wohl nur eine Ausgabe erschien.
Lüdemann beschäftigte sich mit der Frage, wo der eigentliche Mittelpunkt des Christentums liege, ob im mystischen oder, wie von Albrecht Ritschl dargestellt, im praktisch-moralischen, ethischen Element. Er ging auf beide Sichtweisen gleichermaßen ein und versuchte somit, sowohl einen Quietismus als auch nüchternen Moralismus zu verhindern. Lüdemann setzte sich dafür ein, den liturgischen Teil des Gottesdienstes umfangreicher zu gestalten. Außerdem wollte er die Gemeindemitglieder aktiver in den Gottesdienst einbinden, damit sie ihrer Freude am Heilsbesitz Ausdruck verleihen könne. Darin sah er auch eine Aufgabe der Predigt.

## Auszeichnungen
- Dannebrogorden, Ritter (28. Juni 1847)
- Königlicher Kronen-Orden (Preußen), 2. Klasse (1881)[2]
- Benennung einer Straße (Lüdemannstraße) im Kieler Stadtteil Südfriedhof (sogenanntes Reformatorenviertel) nach seiner Person[3]